# Sa Fosca
Sa Fosca és un tram del torrent del Gorg Blau al terme d'Escorca, a Mallorca, i que es caracteritza pel fet que no passa la claror del sol, i és d'aquí d'on prové el seu nom.
Comença al Salt de s'Acollonament, dins el torrent des Gorg Blau i finalitza poc abans d'arribar al Pas dels Caçadors, quasi just a la desembocadura del torrent des Gorg Blau a s'Entreforc, on s'uneix al Torrent de Lluc per formar el Torrent de Pareis. Es pot travessar totalment amb equipament adequat, però és una excursió de molta dificultat, ja que implica l'ús de vestits de neoprè, el coneixement del barranc i la destresa en la tècnica del ràpel. El Torrent des Gorg Blau consta de més de 40 salts repartits en més de 6 km de recorregut entre parets que arriben a assolir els 300 m d'altitud.
El Govern de les Illes Balears acordà el 2002 declarar Sa Fosca i el Torrent de Pareis Monument Natural.